# Новотроицк (Кемеровская область)
Новотроицк — деревня в Тяжинском районе Кемеровской области. Входит в состав Акимо-Анненского сельского поселения.

## География
Центральная часть населённого пункта расположена на высоте 254 метров над уровнем моря.

## Население
По данным Всероссийской переписи населения 2010 года, в деревне Новотроицк проживает 24 человека (12 мужчины, 12 женщины).